# Piscina Carmen Longo
La piscina Carmen Longo è un impianto italiano per sport acquatici di Bologna, chiamata anche piscina comunale dello Stadio per trovarsi a ridosso dello stadio Renato Dall'Ara.
È intitolata a Carmen Longo, nuotatrice bolognese morta a 18 anni nel 1966 in un incidente aereo.

## Descrizione
È composta da una vasca natatoria coperta olimpionica 50 × 25 m, con copertura mobile, oltre a una sala palestra e spazi ricreativi per il pubblico. In essa si possono praticare tutti gli sport acquatici. Gli spalti, dopo la ristrutturazione, hanno ridotto la capienza a 1.200 posti. La profondità è di due metri per tutta la vasca, con una capienza del piano vasca di 300 persone (atleti). L’impianto natatorio insiste su un’area di circa 3000 m².

## Storia

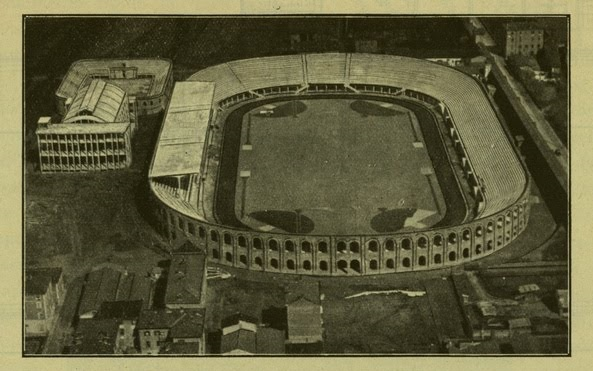
A sinistra l'impianto natatorio negli anni '30, a fianco dello stadio Littoriale

Costruita nel 1927, insieme allo stadio Littoriale durante il fascismo, era originariamente scoperta, con una grandezza di 50 x 30 m, mentre una vasca coperta di 33 × 16 fu inaugurata il 28 ottobre 1928.
Il 2 settembre 1927 entrò nella storia degli sport acquatici perché ivi, durante campionati europei di nuoto, lo svedese Arne Borg stabilì il record mondiale nei 1500 metri con 19'07". Una targa all'interno dell'impianto ricorda ancora il record. Alla fine degli anni '60 è stata titolata a Carmen Longo, nuotatrice bolognese deceduta insieme ad altri rappresentanti della Nazionale italiana di nuoto nella tragedia di Brema. Con i suoi 30 metri di larghezza era considerata la più grande d'Italia.
Chiusa nel 2003, fu riaperta a giugno 2016, dopo lavori di ristrutturazione, costati 13 milioni di euro, che hanno ridotto la larghezza della vasca a 25 metri e hanno installato un tetto apribile progettato dal Prof. Ing. Massimo Majowiecki.
La gestione della piscina è affidata alla società sportiva De Akker Team. .